# Silvestre Varela
Silvestre Manuel Gonçalves Varela (Almada, Portugal, 2 de febrero de 1985) es un exfutbolista portugués que jugaba como delantero.

## Trayectoria

### Sporting de Lisboa
Salido de la cantera del Sporting de Lisboa, Varela fue cedido al Casa Pia y Vitória Setúbal en sus primeros años como profesional. A pesar de ser un habitual con Portugal sub-21 y de haber disfrutado de una forma decente en varios torneos, no fue capaz de asegurar un lugar en el primer equipo del Sporting, solo jugando dos partidos como suplente en la temporada 2005-06.
En 2007-08 Varela, junto a dos exjugadores sportinguistas, Beto y Carlos Martins, jugó en el Recreativo de Huelva en calidad de cedido. Después de una temporada decepcionante, a pesar de haber jugado bastante en Liga, regresó al Sporting en julio de 2008, para ser vendido inmediatamente al Estrela da Amadora.

### Oporto
Al terminar la temporada, gracias a sus sólidas actuaciones en el Estrela, que descendió de la primera división, Varela firmó un acuerdo de cuatro años con el campeón Porto, firmando como agente libre.
En su primera temporada en el Porto, Varela fue suplente por detrás de Radamel Falcao. En marzo de 2010 se rompió el peroné en un entrenamiento que le hizo perderse el resto de la temporada, y el Porto terminó tercero.
En la temporada 2011-12, con el nuevo entrenador Vítor Pereira, Varela perdió su importancia en el primer equipo. El 16 de febrero de 2012, Varela adelantó al Oporto contra el Manchester City en la vuelta de octavos de final de la Liga de Campeones de la UEFA, en una derrota en casa 1-2.

## Selección nacional
Sus grandes actuaciones en el Oporto le hicieron ser convocado con Portugal. Jugó su primer partido con Portugal el 3 de marzo de 2010, saliendo en la segunda mitad de la victoria por 2-0 en el amistoso contra China, en un partido disputado en Coímbra. Su primer gol llegó el 26 de marzo de 2011 en un empate 1-1 en un amistoso contra Chile, en Leiría.
Varela fue seleccionado por el seleccionador Paulo Bento para disputar la Eurocopa 2012. Jugó diez minutos en el primer partido de la fase de grupos contra Alemania, en una derrota por 0-1; de nuevo saliendo como suplente reemplazando a Raúl Meireles.

## Clubes
| Club                                | País       | Año       |
| ----------------------------------- | ---------- | --------- |
| Sporting de Lisboa                  | Portugal   | 2004-2008 |
| Casa Pia A. C. (cedido)             | Portugal   | 2004-2005 |
| Vitória Setúbal (cedido)            | Portugal   | 2006-2007 |
| Recreativo de Huelva (cedido)       | España     | 2007-2008 |
| C. F. Estrela da Amadora            | Portugal   | 2008-2009 |
| F. C. Oporto                        | Portugal   | 2009-2017 |
| West Bromwich Albion F. C. (cedido) | Inglaterra | 2014-2015 |
| Parma F. C. (cedido)                | Italia     | 2015      |
| Kayserispor                         | Turquía    | 2017-2019 |
| Belenenses SAD                      | Portugal   | 2019-2021 |
| F. C. Porto "B"                     | Portugal   | 2021-2023 |

## Palmarés

### Campeonatos nacionales
| Título                | Club        | País     | Año     |
| --------------------- | ----------- | -------- | ------- |
| Supercopa de Portugal | F. C. Porto | Portugal | 2009    |
| Copa de Portugal      | F. C. Porto | Portugal | 2009-10 |
| Supercopa de Portugal | F. C. Porto | Portugal | 2010    |
| Primeira Liga         | F. C. Porto | Portugal | 2010-11 |
| Copa de Portugal      | F. C. Porto | Portugal | 2010-11 |
| Supercopa de Portugal | F. C. Porto | Portugal | 2011    |
| Primeira Liga         | F. C. Porto | Portugal | 2011-12 |
| Supercopa de Portugal | F. C. Porto | Portugal | 2012    |
| Primeira Liga         | F. C. Porto | Portugal | 2012-13 |
| Supercopa de Portugal | F. C. Porto | Portugal | 2013    |

### Campeonatos internacionales
| Título                 | Club        | Sede   | Año     |
| ---------------------- | ----------- | ------ | ------- |
| Liga Europa de la UEFA | F. C. Porto | Dublín | 2010-11 |